# Спиридон Просфорник
Спиридо́н Просфо́рник, или Спиридо́н Пече́рский — преподобный Русской православной церкви, «просфорник» печерский XII века.

## Биография
О детстве и мирской жизни Спиридона сведений практически не сохранилось, да и прочие биографические сведения о нём очень скудны и отрывочны; известно лишь, что он был селянином по происхождению и пришел в Киево-Печерскую обитель при игумене Пимене (1132—1141), которым и был приставлен печь просфоры вместе с иноком Никодимом.

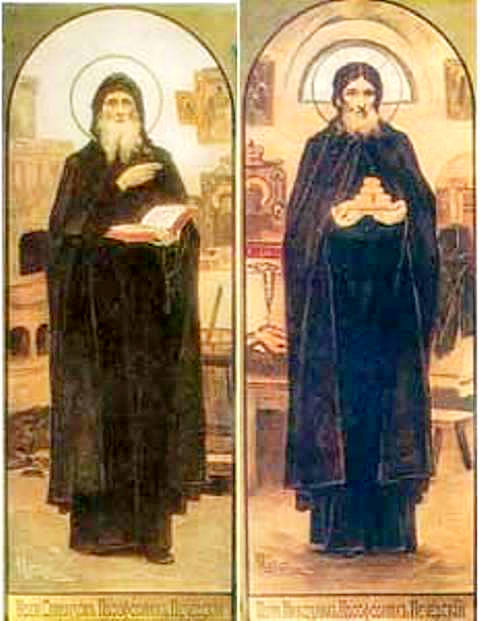
Спиридон и Никодим

Придя в обитель совершенно безграмотным, Спиридон Печерский в скором времени, хотя уже был не молод, научился читать божественные книги и, согласно «Энциклопедическому словарю Брокгауза и Ефрона», знал «всю псалтырь наизусть».
По легенде, в один из дней кровля кельи Спиридона запылала от искры из печи. Тогда он закрыл печь своей мантией и завязав рукава своей власяницы, побежал за водой и созвал монастырскую братию, чтобы послушники помогли потушить огонь. Собравшись, монахи узрели чудо: мантия, которой Спиридон закрыл печь, не была тронута огнём, и вода из власяницы не вытекала, благодаря чему пожар быстро устранили.
Спиридон Просфорник умер около середины XII века. Мощи его почивают в Антониевой (ближней) пещере Киево-Печерской лавры.
Память преподобного празднуется 31 октября. Сказание о преподобных Спиридоне и Никодиме Печерских было помещено во втором послании черноризца Поликарпа к архимандриту печерскому Акиндину.